# Canoa/kayak ai Giochi della XIX Olimpiade - K1 1000 metri maschile
La competizione del K1 1000 metri maschile di Canoa/kayak ai Giochi della XIX Olimpiade si è disputata nei giorni dal 22 al 25 ottobre 1968 nella Pista Olímpica de Remo y Canotaje Virgilio Uribe del Canal de Cuemanco, Città del Messico. 

## Programma
| Data            | Round        | Nota                                            |
| --------------- | ------------ | ----------------------------------------------- |
| 22 ottobre 1968 | 3 Batterie   | I primi 3 in semifinale. I restanti ai recuperi |
| 23 ottobre 1968 | 3 Recuperi   | I primi 3 in semifinale                         |
| 24 ottobre 1968 | 3 Semifinali | I primi 3 in finale                             |
| 25 ottobre 1968 | Finale       |                                                 |

## Risultati

### Batterie
| Pos. | Atleta             | Nazione     | 500 m  | Finale | Nota |
| ---- | ------------------ | ----------- | ------ | ------ | ---- |
| 1    | Rolf Peterson      | Svezia      | 1'56"1 | 4'02"6 | Q    |
| 2    | Andrei Conţolenco  | Romania     | 1'56"8 | 4'03"7 | Q    |
| 3    | Mihály Hesz        | Ungheria    | 1'59"0 | 4'04"7 | Q    |
| 4    | Paul Hoekstra      | Paesi Bassi | 2'02"0 | 4'05"7 |      |
| 5    | Adrian Powell      | Australia   | 1'58"5 | 4'07"3 |      |
| 6    | John Glair         | Stati Uniti | 2'01"2 | 4'13"5 |      |
| -    | Fernando Inchauste | Bolivia     |        |        | Rit. |

| Pos. | Atleta           | Nazione        | 500 m  | Finale | Nota |
| ---- | ---------------- | -------------- | ------ | ------ | ---- |
| 1    | Erik Hansen      | Danimarca      | 2'00"2 | 4'05"6 | Q    |
| 2    | Rolf Olsen       | Norvegia       | 1'59"9 | 4'08"0 | Q    |
| 3    | Horst Mattern    | Germania Ovest | 2'05"1 | 4'09"5 | Q    |
| 4    | Marc Moens       | Belgio         | 2'00"2 | 4'09"6 |      |
| 5    | José María Colon | Spagna         | 2'05"5 | 4'16"5 |      |
| 6    | John Glavin      | Gran Bretagna  | 2'04"6 | 4'16"7 |      |
| 7    | Fidel Santander  | Messico        | 2'09"7 | 4'28"8 |      |

| Pos. | Atleta                 | Nazione          | 500 m  | Finale | Nota |
| ---- | ---------------------- | ---------------- | ------ | ------ | ---- |
| 1    | Władysław Szuszkiewicz | Polonia          | 1'59"2 | 4'03"4 | Q    |
| 2    | Oleksandr Šaparenko    | Unione Sovietica | 2'00"5 | 4'04"6 | Q    |
| 3    | Wolfgang Lange         | Germania Est     | 1'58"4 | 4'05"3 | Q    |
| 4    | Václav Mára            | Cecoslovacchia   | 2'01"5 | 4'05"4 |      |
| 5    | Gabor Joo              | Canada           | 2'01"2 | 4'11"8 |      |
| 6    | Jouko Viitamäki        | Finlandia        | 2'04"3 | 4'22"2 |      |
| 7    | Jérôme Dogo Gaye       | Costa d'Avorio   | 2'06"9 | 4'31"2 |      |

### Recuperi
| Pos. | Atleta             | Nazione     | 500 m   | Finale | Nota |
| ---- | ------------------ | ----------- | ------- | ------ | ---- |
| 1    | José María Colon   | Spagna      | 2'08"36 | 4'16"6 | Q    |
| 2    | Paul Hoekstra      | Paesi Bassi | 2'10"43 | 4'18"3 | Q    |
| 3    | Jouko Viitamäki    | Finlandia   | 2'12"29 | 4'25"8 | Q    |
| -    | Fernando Inchauste | Bolivia     |         |        | DNS  |

| Pos. | Atleta          | Nazione     | 500 m   | Finale  | Nota |
| ---- | --------------- | ----------- | ------- | ------- | ---- |
| 1    | Marc Moens      | Belgio      | 2'10"97 | 4'29"08 | Q    |
| 2    | Gabor Joo       | Canada      | 2'09"40 | 4'29"40 | Q    |
| 3    | John Glair      | Stati Uniti | 2'10"21 | 4'29"89 | Q    |
| 4    | Fidel Santander | Messico     | 2'11"32 | 4'30"09 |      |

| Pos. | Atleta           | Nazione        | 500 m   | Finale  | Nota |
| ---- | ---------------- | -------------- | ------- | ------- | ---- |
| 1    | Adrian Powell    | Australia      | 2'00"11 | 4'14"05 | Q    |
| 2    | John Glavin      | Gran Bretagna  | 2'01"34 | 4'19"28 | Q    |
| 3    | Václav Mára      | Cecoslovacchia | 2'06"30 | 4'20"58 | Q    |
| 4    | Jérôme Dogo Gaye | Costa d'Avorio | 2'10"96 | 4'31"69 |      |

### Semifinali
| Pos. | Atleta           | Nazione        | 500 m   | Finale  | Nota |
| ---- | ---------------- | -------------- | ------- | ------- | ---- |
| 1    | Rolf Peterson    | Svezia         | 1'57"24 | 4'01"39 | Q    |
| 2    | Václav Mára      | Cecoslovacchia | 1'59"58 | 4'03"31 | Q    |
| 3    | Wolfgang Lange   | Germania Est   | 1'58"89 | 4'04"62 | Q    |
| 4    | Rolf Olsen       | Norvegia       | 1'57"93 | 4'09"08 |      |
| 5    | José María Colon | Spagna         | 2'02"33 | 4'13"17 |      |
| 6    | Gabor Joo        | Canada         | 2'06"83 | 4'17"50 |      |

| Pos. | Atleta              | Nazione          | 500 m   | Finale  | Nota |
| ---- | ------------------- | ---------------- | ------- | ------- | ---- |
| 1    | Erik Hansen         | Danimarca        | 1'55"97 | 3'58"72 | Q    |
| 2    | Oleksandr Šaparenko | Unione Sovietica | 1'57"69 | 3'59"37 | Q    |
| 3    | Mihály Hesz         | Ungheria         | 1'57"76 | 4'04"97 | Q    |
| 4    | Marc Moens          | Belgio           | 1'59"44 | 4'06"55 |      |
| 5    | John Glavin         | Gran Bretagna    | 2'00"34 | 4'14"93 |      |
| 6    | Jouko Viitamäki     | Finlandia        | 2'02"02 | 4'21"52 |      |

| Pos. | Atleta                 | Nazione        | 500 m   | Finale  | Nota |
| ---- | ---------------------- | -------------- | ------- | ------- | ---- |
| 1    | Władysław Szuszkiewicz | Polonia        | 2'00"59 | 4'05"72 | Q    |
| 2    | Paul Hoekstra          | Paesi Bassi    | 2'01"75 | 4'06"73 | Q    |
| 3    | Andrei Conţolenco      | Romania        | 2'01"07 | 4'06"78 | Q    |
| 4    | John Glair             | Stati Uniti    | 2'02"63 | 4'08"31 |      |
| 5    | Adrian Powell          | Australia      | 2'00"07 | 4'08"76 |      |
| 6    | Horst Mattern          | Germania Ovest | 2'04"45 | 4'13"46 |      |

### Finale
| Pos.    | Atleta                 | Nazione          | 500 m   | Finale  | Nota |
| ------- | ---------------------- | ---------------- | ------- | ------- | ---- |
| Oro     | Mihály Hesz            | Ungheria         | 2'00"59 | 4'02"63 |      |
| Argento | Oleksandr Šaparenko    | Unione Sovietica | 1'58"56 | 4'03"58 |      |
| Bronzo  | Erik Hansen            | Danimarca        | 1'58"16 | 4'04"39 |      |
| 4       | Władysław Szuszkiewicz | Polonia          | 1'59"89 | 4'06"36 |      |
| 5       | Rolf Peterson          | Svezia           | 1'59"32 | 4'07"86 |      |
| 6       | Václav Mára            | Cecoslovacchia   | 2'01"19 | 4'09"35 |      |
| 7       | Andrei Conţolenco      | Romania          | 2'01"78 | 4'09"96 |      |
| 8       | Wolfgang Lange         | Germania Est     | 2'03"39 | 4'10"03 |      |
| 9       | Paul Hoekstra          | Paesi Bassi      | 2'03"01 | 4'13"28 |      |